# Sozialdemokratische Partei Finnlands

Altes Logo

Die Sozialdemokratische Partei Finnlands (finn. Suomen Sosialidemokraattinen Puolue, abgekürzt SDP; schwed. Finlands Socialdemokratiska Parti) oder auch Demarit ist eine der drei etablierten Volksparteien Finnlands. Sie verfügt seit der Parlamentswahl 2023 über 43 von 200 Sitzen im finnischen Reichstag.

## Ideologie
Das Programm der SDP ist den Idealen der französischen Revolution – Freiheit, Gleichheit, Brüderlichkeit – verpflichtet. Als Organisation der Arbeiterklasse gegründet, setzte sich die SDP die wirtschaftliche und soziale Emanzipation der Arbeiterschaft zum Ziel. Bis heute setzt sie sich für materielle Gerechtigkeit und soziale Gleichberechtigung aller Gruppen der Gesellschaft ein. Die SDP zieht gegen radikalen Marktliberalismus und politischen Konservatismus zu Felde.

## Organisation
Die SDP hat 54.000 Mitglieder, von denen 40 % weiblich sind. Jedes Mitglied gehört zu einer der 1.095 Partei-Gruppen. Die Parteitagsdelegierten werden von diesen Gruppen gewählt. Der Parteitag tritt alle drei Jahre zusammen und wählt u. a. den Parteivorsitzenden, seine beiden Stellvertreter, den Generalsekretär und den Parteivorstand.
In Europa ist die SDP Mitglied der Sozialdemokratischen Partei Europas und stellt derzeit 2 Abgeordnete im Europäischen Parlament.

## Geschichte
Die Partei wurde 1899 als «Finnische Arbeiterpartei» gegründet. Der Parteitag in Forssa 1903 änderte den Namen in Sozialdemokratische Partei Finnlands (SDP) und verabschiedete das erste Parteiprogramm. 1952 und 1987 wurde das Grundsatzprogramm überarbeitet. Seit 1999 gilt die Grundsatzerklärung «Prinzipien der sozialen Demokratie».
Von 1959 von 1973 existierte eine Abspaltung der Sozialdemokraten unter dem Namen Sozialdemokratischer Bund der Arbeiter- und Kleinbauernschaft, der sich um den vormaligen Vorsitzenden Emil Skog gebildet hatte. Der Bund unterstützte die sowjetfreundliche Außenpolitik Urho Kekkonens. Der Rückhalt bei den Wählern blieb jedoch gering. Nach wiederholten Annäherungsversuchen und vermehrten Mitgliederübertritten ging der Bund 1973 in der SDP auf.
Die Sozialdemokraten konnten zwischen 1982 und 2012 den Staatspräsidenten stellen.

## Parteivorsitzende und Generalsekretäre
Parteivorsitzende:
- N. R. af Ursin (1899–1900)
- J. A. Salminen (1900)
- K. F. Hellsten (1900–1903)
- Taavi Tainio (1903–1905)
- Emil Perttilä (1905–1906)
- Edvard Valpas-Hänninen (1906–1909)
- Matti Paasivuori (1909–1911)
- Otto Ville Kuusinen (1911–1913)
- Matti Paasivuori (1913–1917)
- Kullervo Manner (1917–1918)
- Väinö Tanner (1918–1926)
- Matti Paasivuori (1926–1930)
- Kaarlo Harvala (1930–1942)
- Väinö Salovaara (1942–1944)
- Onni Hiltunen (1944–1946)
- Emil Skog (1946–1957)
- Väinö Tanner (1957–1963)
- Rafael Paasio (1963–1975)
- Kalevi Sorsa (1975–1987)
- Pertti Paasio (1987–1991)
- Ulf Sundqvist (1991–1993)
- Paavo Lipponen (1993–2005)
- Eero Heinäluoma (2005–2008)
- Jutta Urpilainen (2008–2014)
- Antti Rinne (2014–2020)
- Sanna Marin (2020–2023)
- Antti Lindtman (seit 2023)

Generalsekretäre:
- Juho Kyösti Kari (1899–1905)
- Yrjö Sirola (1905–1906)
- Matti Turkia (1906–1918)
- Väinö Hupli (1918)
- Taavi Tainio (1918–1926)
- Karl H. Wiik (1926–1936)
- Aleksi Aaltonen (1936–1944)
- Unto Varjonen (1944–1946)
- Väinö Leskinen (1946–1957)
- Kaarlo Pitsinki (1957–1966)
- Erkki Raatikainen (1966–1969)
- Kalevi Sorsa (1969–1975)
- Ulf Sundqvist (1975–1981)
- Erkki Liikanen (1981–1987)
- Ulpu Iivari (1987–1991)
- Markku Hyvärinen (1991–1996)
- Kari Laitinen (1996–2002)
- Eero Heinäluoma (2002–2005)
- Maarit Feldt-Ranta (2005–2008)
- Ari Korhonen (2008–2010)
- Mikael Jungner (2010–2012)
- Reijo Paananen (2012–2017)
- Antton Rönnholm (seit 2017)

## Staats- und Ministerpräsidenten der SDP
Staatspräsidenten:
- Mauno Koivisto, 1982–1994
- Martti Ahtisaari, 1994–2000
- Tarja Halonen, 2000–2012

Ministerpräsidenten:
- Väinö Tanner (1926–1927)
- Karl-August Fagerholm (1948–1950, 1956–1957 und 1958–1959)
- Rafael Paasio (1966–1968 und 1972)
- Mauno Koivisto (1968–1970 und 1979–1982)
- Kalevi Sorsa (1972–1975, 1977–1979 und 1982–1987)
- Paavo Lipponen (1995–2003)
- Antti Rinne (2019)
- Sanna Marin (2019–2023)

## Wahlergebnisse

### Parlamentswahlen

Reichstagswahl 2011. Stimmenanteile der SDP nach Kommunen.

| Jahr | Mandate | Stimmen | %       |
| ---- | ------- | ------- | ------- |
| 1907 | 080     | 329.946 | 37,03 % |
| 1908 | 083     | 310.826 | 38,40 % |
| 1909 | 084     | 337.685 | 39,89 % |
| 1910 | 086     | 316.951 | 40,04 % |
| 1911 | 086     | 321.201 | 40,03 % |
| 1913 | 090     | 312.214 | 43,11 % |
| 1916 | 103     | 376.030 | 47,29 % |
| 1917 | 092     | 444.670 | 44,79 % |
| 1919 | 080     | 365.046 | 37,98 % |
| 1922 | 053     | 216.861 | 25,06 % |
| 1924 | 060     | 255.068 | 29,02 % |
| 1927 | 060     | 257.572 | 28,30 % |
| 1929 | 059     | 260.254 | 27,36 % |
| 1930 | 066     | 386.026 | 34,16 % |
| 1933 | 078     | 413.551 | 37,33 % |
| 1936 | 083     | 452.751 | 38,59 % |
| 1939 | 085     | 515.980 | 39,77 % |
| 1945 | 050     | 425.948 | 25,08 % |
| 1948 | 054     | 494.719 | 26,32 % |
| 1951 | 053     | 480.754 | 26,52 % |
| 1954 | 054     | 527.094 | 26,25 % |
| 1958 | 048     | 449.536 | 23,12 % |
| 1962 | 038     | 448.930 | 19,50 % |
| 1966 | 055     | 645.339 | 27,23 % |
| 1970 | 052     | 594.185 | 23,43 % |
| 1972 | 055     | 664.724 | 25,78 % |
| 1975 | 054     | 683.590 | 24,86 % |
| 1979 | 052     | 691.512 | 23,89 % |
| 1983 | 057     | 795.953 | 26,71 % |
| 1987 | 056     | 695.331 | 24,14 % |
| 1991 | 048     | 603.080 | 22,12 % |
| 1995 | 063     | 785.637 | 28,25 % |
| 1999 | 051     | 612.963 | 22,86 % |
| 2003 | 053     | 683.223 | 24,47 % |
| 2007 | 045     | 594.194 | 21,44 % |
| 2011 | 042     | 561.558 | 19,10 % |
| 2015 | 034     | 490.102 | 16,51 % |
| 2019 | 040     | 545.544 | 17,70 % |
| 2023 |         |         |         |

### Kommunalwahlen
| Jahr | Mandate | Stimmen | %       |
| ---- | ------- | ------- | ------- |
| 1945 | 2100    | 265.689 |         |
| 1950 |         | 377.294 | 25,05 % |
| 1953 |         | 449.251 | 25,53 % |
| 1956 |         | 424.977 | 25,42 % |
| 1960 | 2261    | 414.175 | 21,10 % |
| 1964 | 2543    | 530.878 | 24,80 % |
| 1968 | 2351    | 540.450 | 23,86 % |
| 1972 | 2533    | 676.387 | 27,05 % |
| 1976 | 2735    | 665.632 | 24,82 % |
| 1980 | 2820    | 699.280 | 25,50 % |
| 1984 | 2830    | 666.218 | 24,70 % |
| 1988 | 2866    | 663.692 | 25,23 % |
| 1992 | 3130    | 721.310 | 27,08 % |
| 1996 | 2742    | 583.623 | 24,55 % |
| 2000 | 2559    | 511.370 | 22,99 % |
| 2004 | 2585    | 575.822 | 24,11 % |
| 2008 | 2066    | 541.187 | 21,23 % |
| 2012 | 1729    | 487.924 | 19,57 % |

### Europawahlen
| Jahr | Mandate | Stimmen | %       |
| ---- | ------- | ------- | ------- |
| 1996 | 4       | 482.577 | 21,45 % |
| 1999 | 3       | 221.836 | 17,86 % |
| 2004 | 3       | 350.525 | 21,16 % |
| 2009 | 2       | 292.051 | 17,54 % |
| 2014 | 2       | 212.211 | 12,3 %0 |
| 2019 | 2       | 267.603 | 14,62 % |

### Präsidentschaftswahlen
| Jahr | Kandidat              | Stimmen   | %      | Wahlmänner | Letzter Wahlgang |
| ---- | --------------------- | --------- | ------ | ---------- | ---------------- |
| 1925 | Väinö Tanner          | 0.165.091 | 26,6 % | 79         | 0:281            |
| 1931 | Väinö Tanner          | 0.252.550 | 30,2 % | 90         | 0:300            |
| 1937 |                       | 0.341.408 | 30,7 % | 95         |                  |
| 1950 |                       | 0.343.828 | 21,8 % | 64         |                  |
| 1956 | Karl-August Fagerholm | 0.442.408 | 23,3 % | 72         | 149:151          |
| 1962 | Rafael Paasio         | 0.289.366 | 13,1 % | 36         | 37:263           |
| 1968 | ²                     | 0.315.068 | 15,5 % | 55         |                  |
| 1978 | ³                     | 0.569.154 | 23,2 % | 74         |                  |
| 1982 | Mauno Koivisto        | 1.370.314 | 43,1 % | 144        | 167:134          |

²/³ 1968 und 1978 unterstützte die SDP Präsident Urho Kekkonen (Zentrumspartei).
| Wahlgang                    | Kandidat       | Persönliche Stimmen | Prozent | Wahlmänner- stimmen | Prozent | Wahlmänner    |
| --------------------------- | -------------- | ------------------- | ------- | ------------------- | ------- | ------------- |
| Volkswahl                   | Mauno Koivisto | 1.513.234           | 48,9    | 1.175.209           | 39,4    | 128 (von 301) |
| Wahlversammlung 1. Wahlgang | Mauno Koivisto |                     |         |                     |         | 144           |
| Wahlversammlung 2. Wahlgang | Mauno Koivisto |                     |         |                     |         | 189           |

| Jahr | Kandidat         | Stimmen                     | Prozent               |
| ---- | ---------------- | --------------------------- | --------------------- |
| 1994 | Martti Ahtisaari | 1.) 0.828.038 2.) 1.723.485 | 1.) 25,9 % 2.) 53,9 % |
| 2000 | Tarja Halonen    | 1.) 1.224.431 2.) 1.644.532 | 1.) 40,0 % 2.) 51,6 % |
| 2006 | Tarja Halonen    | 1.) 1.397.030 2.) 1.630.980 | 1.) 46,3 % 2.) 51,8 % |
| 2012 | Paavo Lipponen   | 205.020                     | 6,7 %                 |